# Kulturforum
Il Kulturforum (letteralmente: «foro della cultura») è un complesso di edifici culturali di Berlino, sito nel quartiere del Tiergarten.
Fu realizzato a partire dagli anni cinquanta del XX secolo, allo scopo di creare un centro culturale per l'allora Berlino Ovest, analogamente alla Museumsinsel per Berlino Est.

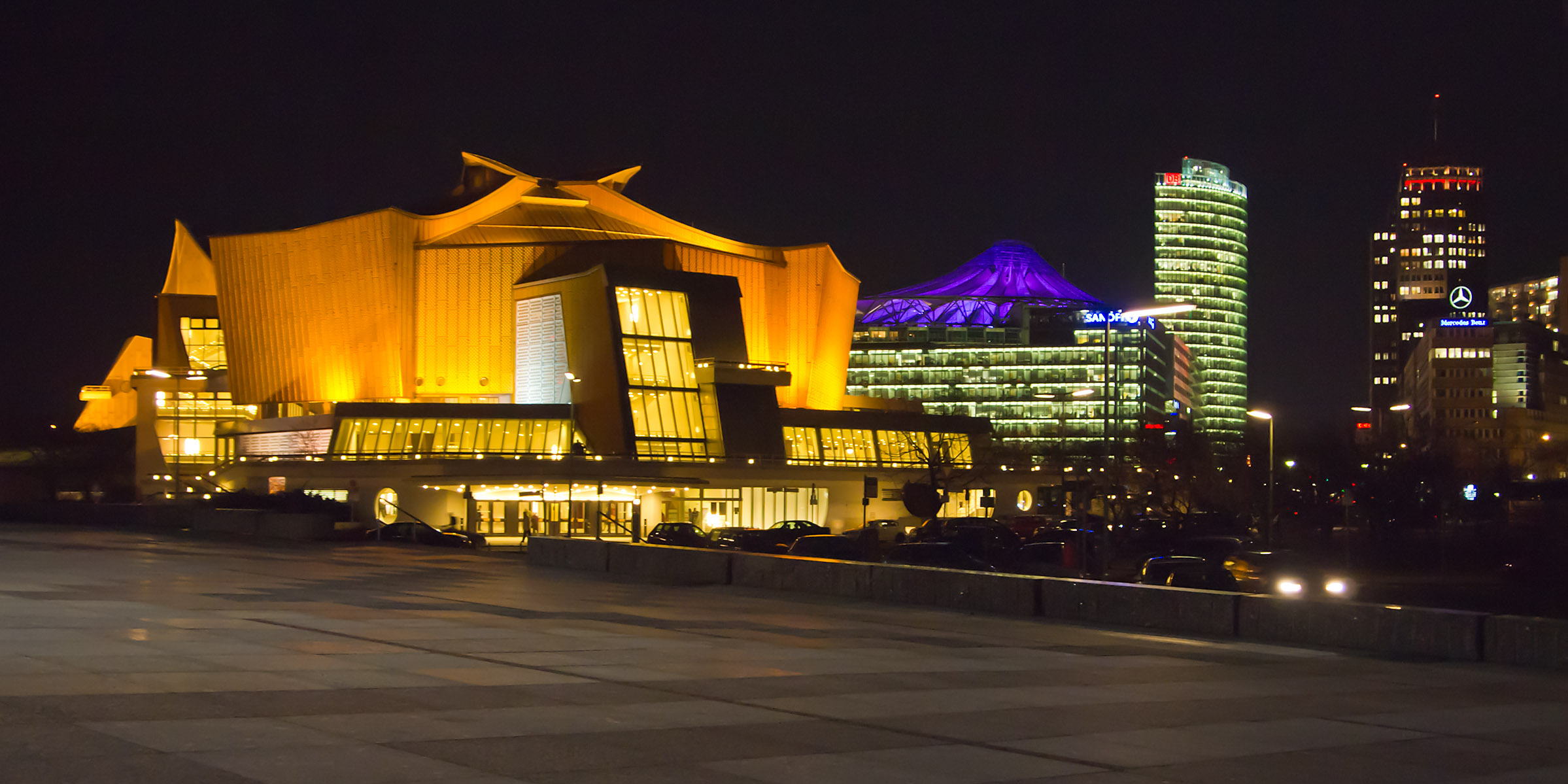
Kammermusiksaal e Sony Center

Vi sorgono i seguenti edifici:
- Neue Nationalgalerie
- Gemäldegalerie
- Kupferstichkabinett
- Kunstgewerbemuseum
- Musikinstrumenten-Museum
- Philharmonie
- Kammermusiksaal
- Staatsbibliothek